# Etienneus
Etienneus is een geslacht van zweepstaartschorpioenen, uit de familie Thelyphonidae. De wetenschappelijke naam werd in 1984 gepubliceerd door Jacqueline Heurtault.
Het is een monotypisch geslacht met als enige soort Etienneus africanus (Hentschel, 1899), een soort uit West-Afrika. Hentschel had deze soort oorspronkelijk bij het geslacht Hypoctonus ingedeeld, maar Heurtault vond dat de eigen morfologische kenmerken van de soort de indeling in een apart geslacht rechtvaardigden. Hypoctonus africanus was overigens de enige Hypoctonus-soort uit Afrika; alle andere soorten komen voor in Zuidoost-Azië. Heurtault besloot ook dat Hypoctonus clarki, door Cooke en Shadab als een nieuwe Afrikaanse soort beschreven in 1973, een synoniem was van E. africanus.